# Милёхин, Владимир Иванович
Владимир Иванович Милёхин (31 мая 1930, Иваново-Вознесенск — 8 октября 2019, Херсон) — передовик советской лёгкой промышленности, помощник мастера Херсонского хлопчатобумажного комбината Министерства лёгкой промышленности Украинской ССР, Герой Социалистического Труда (1971).

## Биография
Родился 31 мая 1930 года в городе Иваново в русской семье рабочего. Отец работал кузнецом на мясокомбинате, погиб в годы Великой Отечественной войны, мать трудилась прядильщицей меланжевого комбината.
В 1944 году завершил обучение в школе фабрично-заводского ученичества и сразу же поступил на работу бригадиром ремонтировщиком на меланжевый комбинат имени Фролова. С 1945 года стал работать помощником мастера.
В 1950 году был призван в Советскую армию. В 1953 году, демобилизовавшись, вернулся работать помощником мастера на комбинат. В 1953 году вступил в КПСС.
В апреле 1955 года по обращению Министерства лёгкой промышленности СССР принял приглашение и переехал в город Херсон Украинской ССР. Стал работать на хлопчатобумажном комбинате, занимался монтажом пускового оборудования. При его участии на комбинате были пущены 150 станков.
В дальнейшем стал работать на фабрике № 1, мастером, помощником мастера, технологом, начальником цеха. Принимал самое активное участие в запуске производства новых видов ткани: бязь, плетёнка, шотландка и другие. Был направлен в Грузинскую ССР для оказания помощи в запуске оборудования на аналогичном Горийском хлопчатобумажном комбинате. В 1962 году окончил Херсонский техникум, получил специальность техник-механик. Во время 9-й пятилетки постоянно перевыполнял плановые задания и добивался высоких показателей в труде.
В 1970 году досрочно выполнил личные социалистические обязательства и производственные задания Восьмой пятилетки (1966—1970). Указом Президиума Верховного Совета СССР от 5 апреля 1971 года «за выдающиеся успехи в досрочном выполнении заданий пятилетнего плана и большой творческий вклад в развитие производства тканей, трикотажа, обуви, швейных изделий и другой продукции легкой промышленности» удостоен звания Героя Социалистического Труда с вручением ордена Ленина и золотой медали «Серп и Молот».
Продолжал работать на комбинате, передавал опыт молодым специалистам, подготовил 42 мастера своего дела. В 1977 году окончил обучение в Одесском технологическом институте. Получил специальность инженер-технолог по ткачеству. С 1997 года находился на пенсии.
Проживал в городе Херсон. Умер 8 октября 2019 года.

## Награды
- Медаль «Серп и Молот» (05.04.1971);
- дважды орден Ленина (09.06.1966, 05.04.1971);
- Орден Дружбы народов (23.05.1986);
- другие медали;
- Заслуженный наставник молодёжи Украинской ССР (1980).